# Revolver (T-Pain)
Revolver (gestileerd als RevolveЯ) is het vierde studioalbum van de Amerikaanse rapper T-Pain. Het album werd uitgebracht op 6 december 2011 door de platenmaatschappij van collega-rapper Akon, Konvict Muzik.
Het album kwam binnen op de 28e plek in de Billboard 200. In de eerste week werden er 34.000 exemplaren van verkocht. Op Metacritic kreeg het album een beoordeling van 56 punten uit 100. 

## Nummers
| 1.                 | Bang Bang Pow Pow (featuring Lil Wayne)                       | Faheem Najm, Tyler Williams, Dwayne Carter, Jr.                                                                     | T-Minus                         | 3:41 |
| 2.                 | Bottlez (featuring Detail)                                    | Najm, Mitch Cohn, Noel Fisher                                                                                       | Catalyst, Detail*               | 3:06 |
| 3.                 | It's Not You (It's Me) (T-Pain vs. Chuckie featuring Pitbull) | Najm, Armando Perez, Clyde Narain, Fabian Lensse                                                                    | Chuckie, Fabian Lensse, T-Pain* | 3:38 |
| 4.                 | Default Picture                                               | Najm, Tramaine Winfrey, John Gordon, Michael Gordon, Donald "Ziggy" Cook, Jr.                                       | Young Fyre                      | 3:06 |
| 5.                 | 5 O'Clock (featuring Wiz Khalifa en Lily Allen)               | Najm, Cameron Thomaz, Lily Allen, Gary Barlow, Greg Kurstin, Howard Donald, Jason Orange, Mark Owen, Stephen Robson | T-Pain                          | 4:41 |
| 6.                 | Sho-Time (Pleasure Thang)                                     | Najm, David Balfour                                                                                                 | T-Pain, David "Preach" Balfour* | 3:52 |
| 7.                 | Rock Bottom                                                   | Najm, Balfour | T-Pain, David "Preach" Balfour* | 4:25 |
| 8.                 | Look at Her Go (featuring Chris Brown)                        | Najm, Mathieu Jomphe, Chris Brown                                                                                   | Billboard                       | 2:59 |
| 9.                 | Mix'd Girl                                                    | Najm, Christopher Whitacre, Justin Henderson                                                                        | Tha Bizness                     | 4:10 |
| 10.                | I Don't Give a Fuk                                            | Najm, Winfrey, Gordon, Gordon, Cook                                                                                 | Young Fyre                      | 3:45 |
| 11.                | Drowning Again (featuring One Chance)                         | Najm | T-Pain                          | 5:23 |
| 12.                | When I Come Home                                              | Najm, Balfour | T-Pain                          | 3:16 |
| 13.                | Best Love Song (featuring Chris Brown)                        | Najm, Winfrey, Brown                                                                                                | Young Fyre                      | 3:16 |
| 14.                | Turn All the Lights On (featuring Ne-Yo)                      | Najm, Lukasz Gottwald, Shaffer Smith, Henry Walter                                                                  | Dr. Luke, Cirkut                | 3:37 |
| Totale duur: 52:53 |                                                               | |                                 |      |

| Nr. | Titel                                                  | Schrijver(s)                                    | Producent(en)    | Duur |
| --- | ------------------------------------------------------ | ----------------------------------------------- | ---------------- | ---- |
| 15. | Center of the Stage (featuring R. Kelly en Bei Maejor) | Najm, Willie Poole, Robert Kelly, Brandon Green | Get Cool, T-Pain | 3:48 |
| 16. | Regular Girl                                           | Najm                                            | T-Pain           | 3:12 |
| 17. | Nuthin' (featuring E-40 en Detail)                     | Najm, Winfrey, Fisher, Earl Stevens             | Young Fyre       | 3:25 |